# Philologica Germanica
Die Philologica Germanica ist eine österreichische Schriftenreihe der germanistischen Mediävistik. Herausgegeben wird die Reihe seit 1974, aktuell durch Stephan Müller, Mitherausgeber sind Leopold Hellmuth, Johannes Keller, Matthias Meyer, Robert Nedoma und Günter Zimmermann. Seit 1988 (Band 9) wird die Reihe durch den Verlag Fassbaender in Wien verlegt. Zuvor erschien sie bis Band 7 bei Wilhelm Braumüller, Wien/Stuttgart (Band 8 beim Böhlau Verlag). Ehemalige Herausgeber waren von 1974 bis 1984 (Bände 1–6) Helmut Birkhan, von 1984 bis 2015 (Bände 7–35) Hermann Reichert.
Im Programm der Reihe finden Tagungsbände wie die Pöchlarner Heldenliedgespräche, Monographien, Festschriften und für die Veröffentlichung aufbereitete Dissertations- und Habilitationsschriften zum gesamten Spektrum der Altgermanistik Aufnahme.